# Fukuiraptor
Fukuiraptor (/juːˌɒpl[invalid input: 'ɵ']ˈsɛfələs/ ew-OP-lo-SEF-ə-ləs, kẻ trộm của Fukui) là một chi khủng long ăn thịt cỡ trung bình sống vào đầu kỷ Phấn trắng (Barremian) tại nơi bây giờ là Nhật Bản. Các nhà khoa học đầu tiên nghĩ rằng nó là một thành viên của Dromaeosauridae, nhưng sau khi nghiên cứu các hóa thạch sau đó họ tin rằng nó có liên quan đến Allosaurus trong họ Neovenatoridae. Tuy nhiên, phân loại gần nay hơn, cho thấy tất cả Megaraptoridae thực ra là Tyrannosauroidea.